# Anżalika Kaciuha
Anżalika Piatrouna Kaciuha (biał. Анжаліка Пятроўна Кацюга; ros. Анжелика Петровна Котюга, Anżelika Pietrowna Kotiuga; ur. 26 maja 1970 w Mińsku) – białoruska łyżwiarka szybka, czterokrotna medalistka mistrzostw świata.

## Kariera
Pierwszy sukces w karierze Anżalika Kaciuha osiągnęła w 2002 roku, kiedy zdobyła brązowy medal podczas sprinterskich mistrzostw świata w Hamar. W zawodach tych wyprzedziły ją jedynie Kanadyjka Catriona Le May Doan oraz Andrea Nuyt z Holandii. Trzecie miejsce zajęła także w biegu na 500 m podczas dystansowych mistrzostw świata Berlinie. Lepsze okazały się tylko Niemka Monique Garbrecht-Enfeldt oraz Chinka Wang Manli. Na rozgrywanych rok później dystansowych mistrzostwach świata w Seulu zajęła drugie miejsce na 500 m, rozdzielając Chinki: Wang Manli i Ren Hui. Na tych samych mistrzostwach była czwarta na dystansie 1000 m, przegrywając walkę o medal z Cindy Klassen z Kanady. Ostatni medal zdobyła podczas sprinterskich mistrzostw świata w Salt Lake City w 2005 roku, gdzie zajęła drugie miejsce za Jennifer Rodriguez z USA. Wielokrotnie stawała na podium zawodów Pucharu Świata, odnosząc przy tym cztery zwycięstwa: 27 lutego 2004 roku w Heerenveen i 12 lutego 2005 roku w Erfurcie była najlepsza na 500 m, a 28 lutego 2004 roku w Heerenveen i 12 grudnia 2004 roku w Harbinie zwyciężała na 1000 m. Najlepsze wyniki osiągnęła w sezonie 2004/2005, kiedy zajęła trzecie miejsce w klasyfikacjach 500 i 1000 m. Ponadto w sezonie 2002/2003 zajęła trzecie miejsce w klasyfikacji 1000 m. W 1998 roku wystartowała na igrzyskach olimpijskich w Nagano, zajmując 16. miejsce na 500 m i 25. miejsce na dwukrotnie dłuższym dystansie. Na rozgrywanych cztery lata później igrzyskach w Salt Lake City, była odpowiednio piąta i dwunasta. W 2009 roku zakończyła karierę.